# Walter (film)
Pour les articles homonymes, voir Walter.
Pour plus de détails, voir Fiche technique et Distribution.
Walter est une comédie franco-belge réalisée par Varante Soudjian, sortie en 2019.

## Synopsis
Goran et son équipe de cambrioleurs amateurs pénètrent de nuit dans un hypermarché d'Île-de-France pour dévaliser une bijouterie. Mais ces « bras cassés » n’avaient pas prévu l’arrivée de Walter, un agent de sécurité, ancien chef de guerre africain, qui va déjouer leur plan.

## Fiche technique
- Titre original : Walter
- Réalisation : Varante Soudjian
- Scénario : Thomas Pone et Varante Soudjian
- Décors : Patrick Dechesn et Alain-Pascal Housiaux
- Costumes : Cécile Guiot
- Photographie : Morgan S. Dalibert
- Montage : Brian Schmitt
- Musique : Stéphane Kronborg
- Production : 
  - Producteur : Farid Lahouassa, Aïssa Djabri et Geneviève Lemal
  - Producteur exécutif : Denis Penot
- Société de production : Vertigo Productions et Scope Pictures
- Société de distribution : SND et Other Angle Pictures
- Pays d'origine :  France et  Belgique
- Genre : Comédie
- Durée : 90 minutes
- Dates de sortie :
  - France : 20 mars 2019

## Distribution
- Issaka Sawadogo : Walter Kikamba
- Alban Ivanov : Goran
- Judith El Zein : Laurence, la femme de Walter
- David Salles : José Perez, le directeur du supermarché
- Alexandre Antonio : Thierry
- Karim Jebli : Samir
- Nordine Salhi : Kamel
- Samuel Djian : Yoni
- Mara Taquin : Adriana
- Michel Nabokoff : client caisse